# Wings (série télévisée)
Pour les articles homonymes, voir Wings.
Wings est une sitcom américaine en 172 épisodes de 25 minutes, créée par David Angell, Peter Casey et David Lee et diffusée entre le 19 avril 1990 et le 21 mai 1997 sur le réseau NBC. La majeure partie de l'action de la série se déroule à l'aéroport de Nantucket, Massachusetts aux États-Unis.
En France, les deux premières saisons de la série ont été diffusées du 11 mai 2001 au 9 janvier 2003 sur Série Club.

## Synopsis
Les frères Joe et Brian Hackett dirigent la modeste compagnie aérienne Sandpiper Air, faisant le lien entre la petite île de Nantucket et le continent. Dans le petit aéroport, ils côtoient tous les jours Helen, qui tient le restaurant, Fay, responsable du comptoir, et Roy Biggins, propriétaire d'Aeromass, la compagnie concurrente. Ce lieu de passage est propice aux rencontres, plus farfelues les unes que les autres…

## Distribution

### Acteurs principaux

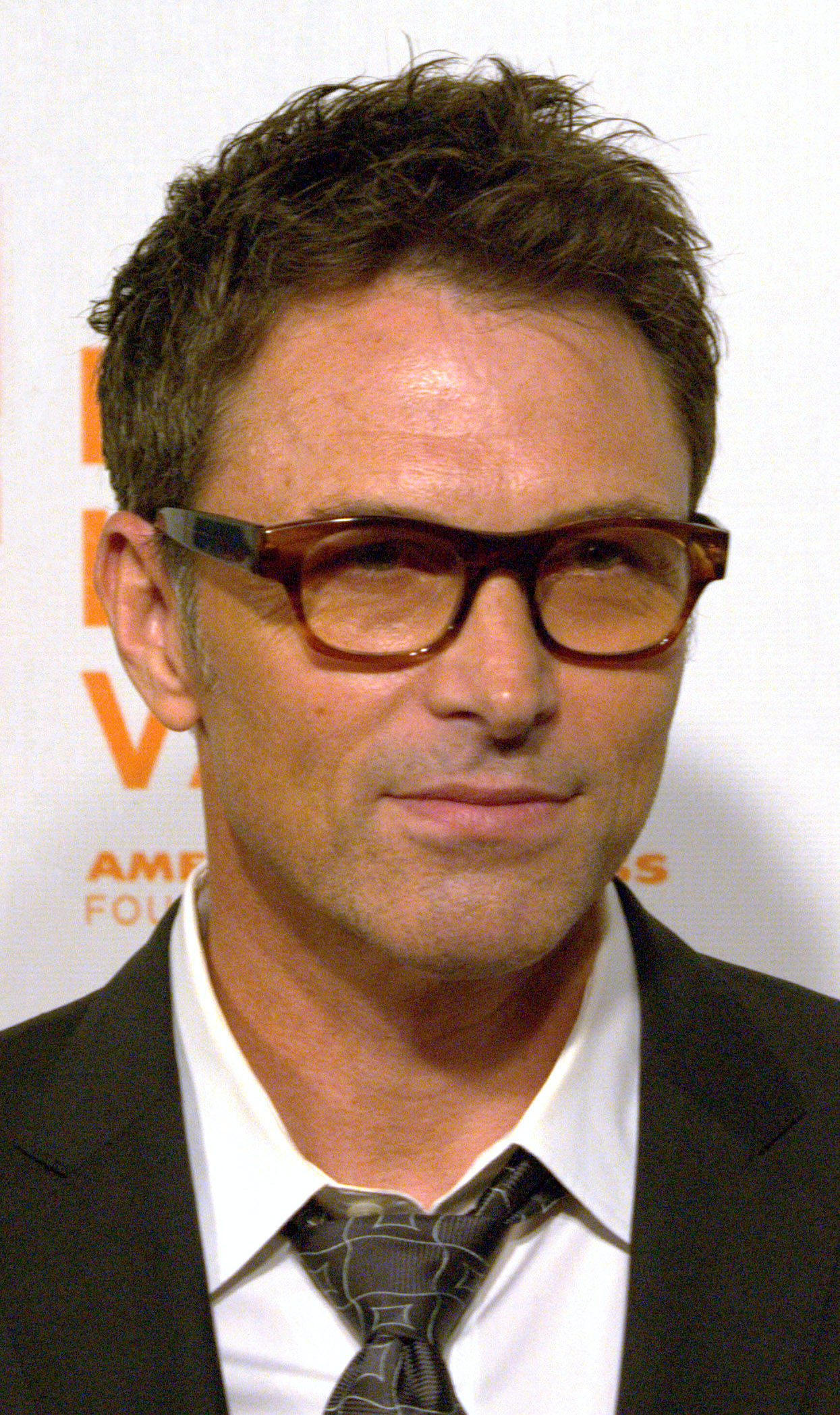
Tim Daly, interprète de Joseph Hackett, personnage phare de la série.

- Tim Daly : Joseph Montgomery Hackett
- Steven Weber : Brian Michael Hackett
- Crystal Bernard : Helen Chapel Hackett
- David Schramm : Roy Peterman Biggins
- Rebecca Schull : Fay Evelyn Schlob Dumbly DeVay Cochran
- Tony Shalhoub : Antonio V. Scarpacci (saisons 3–8)
- Thomas Haden Church : Lowell Mather (saisons 1–6)
- Amy Yasbeck : Cassandra « Casey » (Davenport) Chapel (saisons 6–8)
- Farrah Forke : Alex Lambert (saisons 4–5)

## Production
Farrah Forke a rejoint plus tard la série, pour deux saisons uniquement car lorsque l'actrice quitte le tournage, c'est Amy Yasbeck qui la remplace de 1994 à 1997. Thomas Haden Church, lui, quitte le tournage en 1995 pour jouer dans une autre sitcom, mais de la FOX cette fois-ci, intitulée Ned & Stacey (en).
Wings a été créée et produit par David Angell, Peter Casey et David Lee, trio à qui l'on doit notamment Frasier. Les personnages de Cheers font également apparition en tant que guest stars dans la série.

## DVD
Paramount Home Entertainment et CBS DVD ont commercialisé des DVD zone 1 complets de la série.
| Titre                                       | Nb d'épisodes | Date de parution |
| ------------------------------------------- | ------------- | ---------------- |
| Les premières et deuxième saisons complètes | 28            | 23 mai 2006      |
| La troisième saison complète                | 22            | 24 octobre 2006  |
| La quatrième saison complète                | 22            | 15 mai 2007      |
| La cinquième saison complète                | 24            | 6 novembre 2007  |
| La sixième saison complète                  | 26            | 25 mars 2008     |
| La septième saison complète                 | 26            | 9 septembre 2008 |
| La huitième saison complète                 | 24            | 14 avril 2009    |